# Kruis voor Oorlogsverdienste
Er zijn tal van Kruisen voor Oorlogsverdienste ingesteld. Niet in Nederland en België, al kent Nederland een Kruis van Verdienste dat in oorlogstijd wordt uitgereikt. Vooral namen als "War Cross of Merit" of "Kriegsverdienstkreuz" kunnen als Kruis voor Oorlogsverdienste worden vertaald. Een "Kruis voor Militaire Verdienste" of "Militär-Verdienstkreuz" is hier buiten beschouwing gelaten omdat verlening van een dergelijk kruis niet noodzakelijk met oorlogsomstandigheden samenhangt.
Wij noemen de volgende Kruisen voor Oorlogsverdienste:
- Groothertogdom Baden, het Kruis voor Oorlogsverdienste (Baden) 1916
- Hertogdom Brunswijk, het Kruis voor Oorlogsverdienste (Brunswijk), ook wel "Ernst-August-Kreuz" geheten. 1914
- Vorstendom Lippe-Detmold, het Kruis voor Oorlogsverdienste (Lippe-Detmold) 1915
- Vorstendom Reuss (Jongere Linie), het Kruis voor Oorlogsverdienste (Reuss Jongere Linie) 1914
- Vorstendom Reuss (Oudere Linie), het Kruis voor Oorlogsverdienste (Reuss Oudere Linie) 1914
- Koninkrijk Saksen, het Kruis voor Oorlogsverdienste (Saksen) 1915

## Het Kruis voor Oorlogsverdienste in nazi-Duitsland en in de Bondsrepubliek Duitsland
Het Kruis voor Oorlogsverdienste (Duits Kriegsverdienstkreuz), was een Duitse ridderorde of orde van verdienste en werd door de Duitse rijkskanselier en Führer Adolf Hitler op 18 oktober 1939, iets meer dan een maand na het begin van de Tweede Wereldoorlog, ingesteld.
De orde was nodig om verdiensten die niet met de Orde van het IJzeren Kruis konden worden gehonoreerd desondanks op passende wijze te kunnen belonen. De kruisen werden mét en zonder zwaarden uitgereikt. De zwaarden werden toegevoegd voor bijzondere diensten "oog in oog met de vijand" terwijl de gewone kruisen bestemd waren voor verdienste voor de oorlogsinspanning waarbij men niet met de vijand in contact kwam.
Het Kruis voor Oorlogsverdienste nam de plaats in van het IJzeren Kruis aan het witte lint dat in voorgaande oorlogen aan non-combattanten zoals artsen was verleend. In de eerste oorlogsmaanden werden de kruisen zonder de zwaarden niet toegekend omdat men duidelijk een verschil tussen frontdienst of dienst vlak achter het front, te belonen met zwaarden op het kruis, en dienst aan het thuisfront wilde maken.

## De drie graden
- Het Ridderkruis van het Kruis voor Oorlogsverdienste (Duits: "Ritterkreuz des Kriegsverdienstkreuzes"). Dit iets grotere kruis werd om de hals gedragen. Men kreeg het kruis alleen wanneer men eerder het Duits Kruis in zilver had verworven. Er werden na 1940 90 kruisen met en 140 kruisen zonder zwaarden verleend. Hitler besliste persoonlijk over de toekenning van deze onderscheiding.

- Het Kruis voor Oorlogsverdienste der Ie Klasse. Dit was een "Steckkreuz" dat als een broche op de linkerborst werd gespeld. Het kruis werd ongeveer 140 000 maal toegekend.

- Het Kruis voor Oorlogsverdienste der IIe Klasse. Dit kruis werd aan een lint op de linkerborst gedragen. Het kruis werd 2 700 000 maal verleend. Net als bij het IJzeren Kruis werd ook een lint in een knoopsgat van het uniform gedragen.

Het Kruis voor Oorlogsverdienste werd ook aan bedrijven, de "Kriegs-Musterbetriebe" toegekend. Zij mochten het dan aan een bedrijfsvlag bevestigen.

## Dragers van het Kruis voor Oorlogsverdienste
Met uitzondering van het door Hitler zelf toegekende ridderkruis was dit een massaal en zonder veel plichtpleging verleende onderscheiding. Het initiatief voor toekenning kon dan ook uitgaan van generaals die bevelhebber in een gebied waren en de Gauleiter. Het kruis en de medaille werden vaak in een kartonnen doosje of een papieren zakje verpakt en er werd niet altijd een oorkonde of diploma uitgereikt. De oorkonden voor de lagere graden waren voorgedrukt en werden met een typemachine ingevuld met de rang en de naam van de decorandus. Vervolgens werden zij gestempeld en van een gestempelde handtekening van de commandant voorzien. Er waren te veel oorkonden om ze met de hand te tekenen. De ridderkruisdragers kregen een door Adolf Hitler "Im Namen des Deutschen Volkes" getekend diploma.
Namen van enkele dragers van het kruis:
- Günther Burstyn
- Kurt Daluege
- Adolf Eichmann
- Friedrich Engel
- Adolf Heusinger
- William Joyce
- Hasso von Manteuffel
- Fritz ter Meer

Het kruis werd ook aan de SS-staf van de concentratiekampen en vernietigingskampen toegekend. Van de veroordeelde kampbeul Josef Klehr (1904 - 1988), een SS-Oberscharführer in Auschwitz is bekend dat het vermoorden van een groot aantal gevangenen met injecties en het leiding geven aan de massamoord in de gaskamers de reden voor zijn onderscheiding waren.

## De versierselen
Het kleinood was een kruis van Malta met in het midden een met gestileerde lauwerbladeren omkranst medaillon waarop een hakenkruis was afgebeeld. Op de keerzijde stond "Für Kriegsverdienste 1939". Het lint was het spiegelbeeld van dat van de Orde van het IJzeren Kruis; zwart met een rood-witte bies. Bij de medailles was daaraan nog een rode middenstreep toegevoegd, zo kon ook het lint van een baton van de medailledrager worden onderscheiden van het lint van een drager van een kruis.
Een Gouden Ridderkruis met Zwaarden en een Gouden Ridderkruis zijn in 1945 wel aangemaakt maar zij werden waarschijnlijk nooit verleend. Andere bronnen noemen een besluit waarin Franz Hahne een technicus in de Firma Rheinmetall-Altmärkische Kettenwerke) en een topfunctionaris in het Ministerie voor Bewapening, Albert Speers grote rivaal Karl Saur, zouden zijn benoemd. In ieder geval werden de kruisen niet uitgereikt. Na de val van het rijk in mei 1945 werden de kruisen niet meer verleend.
De aan de orde verbonden "Kriegsverdienstmedaille" werd tienduizenden malen toegekend. Deze onderscheiding was niet voor de strijdkrachten gedacht en bestaat alleen in een uitvoering zonder de zwaarden.
Het materiaal waaruit de onderscheidingen werden vervaardigd varieert sterk. We kennen de volgende uitvoeringen.
- "Gouden" Ridderkruisen in verguld zilver
- Ridderkruisen in massief zilver
- Kruisen der Eerste Klasse in verzilverd brons
- Kruisen der Eerste Klasse in een verzilverde zinklegering ("Kriegsmetal")
- Kruisen der Eerste Klasse in verzilverd brons
- Kruisen der Tweede Klasse in brons
- Kruisen der Tweede Klasse in een bronskleurige zinklegering
- Kruisen der Tweede Klasse in tombak
- Bronzen medailles

Er zijn bij de Kruisen der Eerste Klasse kruisen met een speld op de achterzijde en kruisen met een schroef en schroefplaat bekend.
In 1957 werd in de Bondsrepubliek Duitsland de "Wet op de titels, orden en eretekens" (Duits: "Gesetz über Titel, Orden und Ehrenzeichen") van kracht. Daarin werd het dragen van het Kruis voor Oorlogsverdienste niet verboden. Men mocht de kruisen dragen wanneer het hakenkruis werd vervangen door het jaartal "1939". Op het verhandelen van de eretekens, aan het verzamelen van de eretekens en aan het afbeelden van de versierselen van de orden en eretekens met nazisymbolen zoals hakenkruis en runen zijn beperkingen gesteld.

## Afbeeldingen

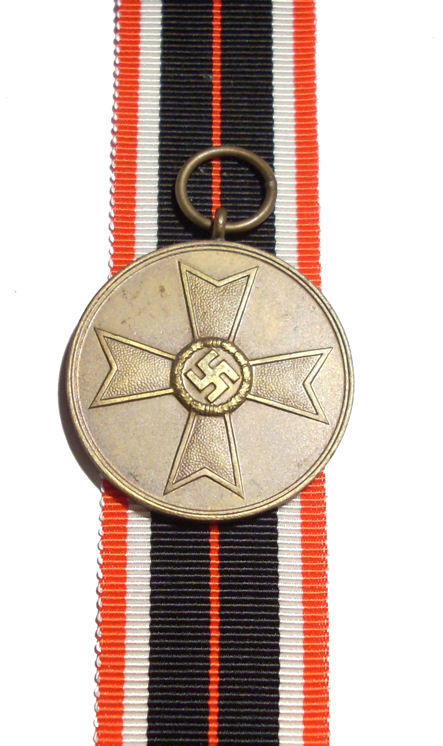
Kriegsverdienstmedaille
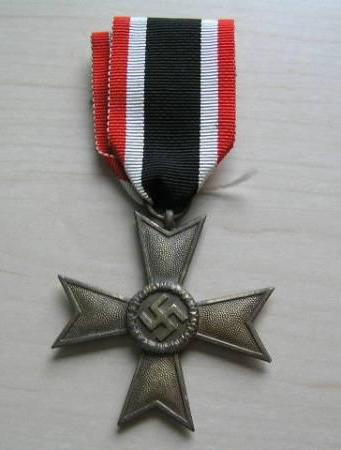
IIe Klasse zonder zwaarden
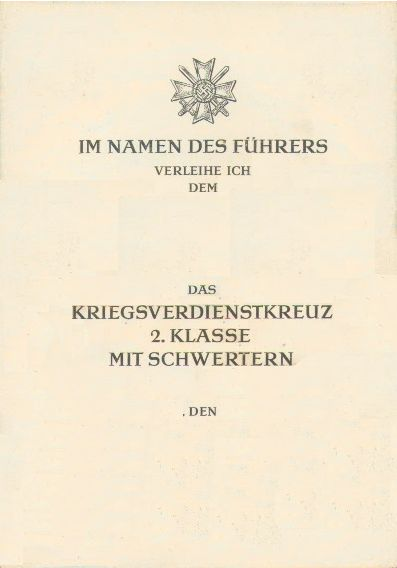
Diploma
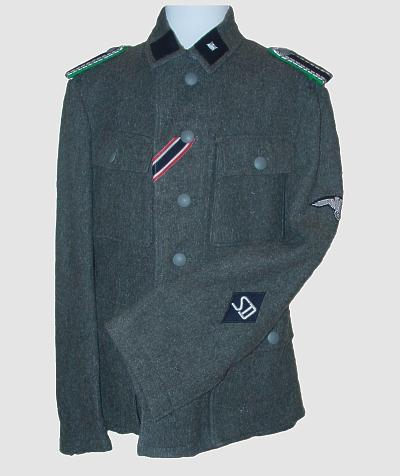
Het lint van de Vierde Klasse in het knoopsgat van een onderofficier, een "Unterscharführer" van de SS-Sicherheitsdienst (SD).
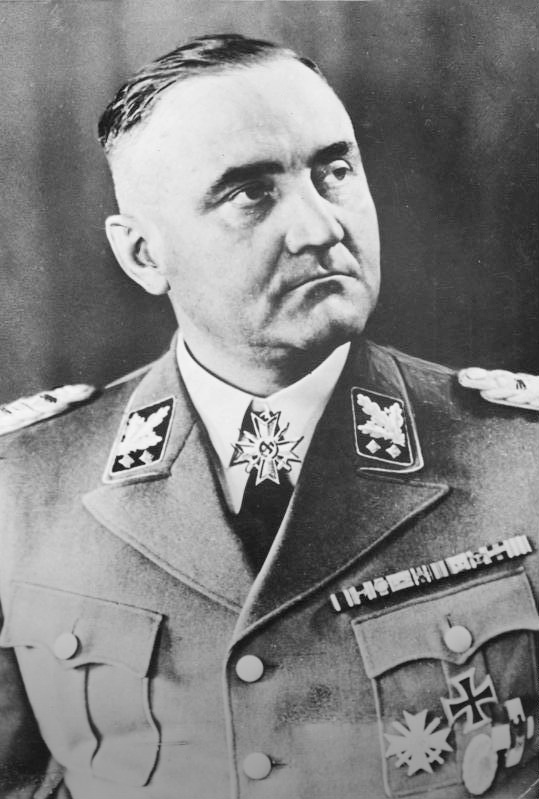
SS-generaal Gottlob Berger met Ridderkruis met de Zwaarden en het Kruis der Ie Klasse

## Literatuur

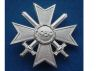
Kruis van na 1953